# La Part-Dieu (centre commercial)
Pour les articles homonymes, voir Part-Dieu (homonymie).
Pour le quartier, voir La Part-Dieu.
Le centre commercial Westfield La Part-Dieu est un édifice du quartier de la Part-Dieu, dans le 3e arrondissement de Lyon, en France. C'est le plus grand centre commercial de France en nombre de commerces et l'un des plus grands centres commerciaux d'Europe. En 2017, il est le deuxième centre le plus visité de France avec 35,6 millions de visiteurs.

## Description
Ce centre est l’un des plus grands de France, au même titre que Westfield Les 4 Temps de La Défense à Paris ou que Westfield Vélizy 2. C'est le deuxième plus grand centre commercial de centre-ville d'Europe en nombre de magasins,, et également le deuxième centre le plus visité en France. 
Alors que la plupart des centres commerciaux français et européens sont excentrés, permettant une surface exploitable immense, le centre commercial de Westfield La Part-Dieu est en plein centre du 3e arrondissement de Lyon, un des quartiers les plus peuplés et les plus denses de l'agglomération. Le centre s'élève au cœur du quartier de la Part-Dieu, en face de la gare du même nom. Son entrée principale se situe sur le boulevard Vivier-Merle à l'est, mais il possède d'autres entrées dont une au nord sur le boulevard Eugène-Deruelle, au sud au niveau de la rue du Docteur-Bouchut et depuis fin novembre 2020, à l'ouest rue Servient, au pied de la Tour Part-Dieu.
L'ensemble du centre est géré par Unibail-Rodamco-Westfield. En 2017, le chiffre d'affaires du centre s'est élevé à 793,4 millions d'euros et son directeur est Jean-Philippe Pelou-Daniel. 
Le centre s'étale sur cinq niveaux, dont un sous-sol reliant le centre commercial au métro, et un quatrième niveau occupé notamment par le deuxième étage de l'hypermarché Carrefour et l'extension, ouverte en 2021, qui accueille des restaurants ainsi que 18 salles de cinéma.
Le centre commercial compte plus de 305 commerces.
Le 28 novembre 2020, est inaugurée la nouvelle aile du centre commercial nommée « La lanterne », ajoutant au centre une quarantaine de boutiques telles que Victoria's Secret, qui y ouvre son troisième point de vente français, et Muji qui y ouvre son nouveau flagship français.
Le 30 septembre 2021, le centre est renommé officiellement Westfield La Part-Dieu.

## Histoire
Ouvert en 1975, sur cinq niveaux, le centre commercial de La Part-Dieu est desservi d'emblée par le métro B, et comporte un grand nombre de magasins et un cinéma à salles multiples. 

### Réaménagements
Depuis son ouverture, le centre commercial a connu divers réaménagements successifs.

#### 2000-2001: Première modernisation
Pendant un an, des travaux sont menés dans tout le centre commercial pour moderniser l'ensemble. Des verrières sur le toit sont créées au-dessus des allées, le sol est entièrement remplacé ainsi que les murs qui sont repeints en couleur plus claire. L'ensemble de ces changements vise à apporter de la luminosité à l'intérieur du centre commercial.

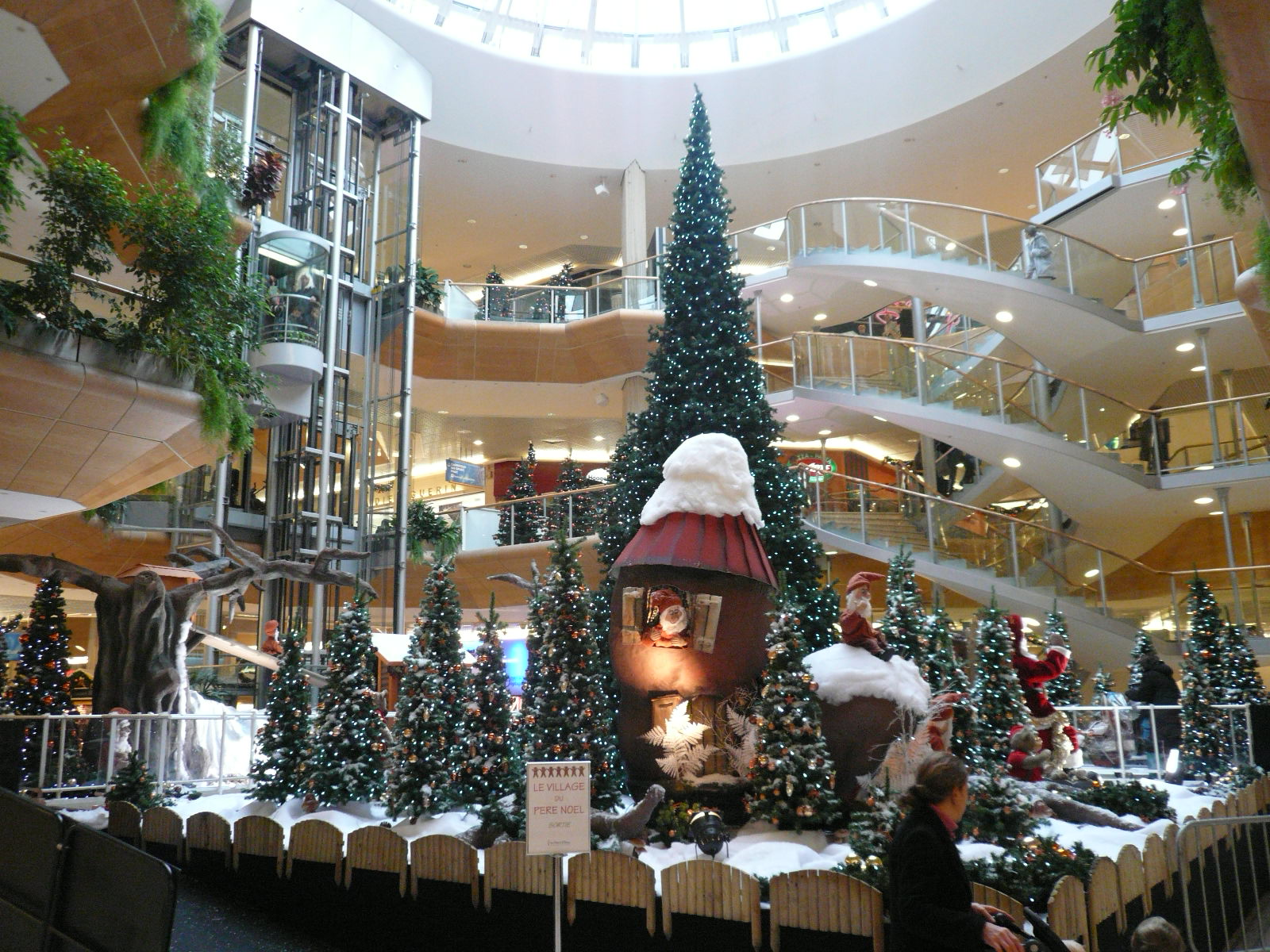
La place centrale du centre commercial en décembre 2008

#### 2010-2011: Le Cours Oxygène et rénovation générale
Le 3 mai 2010, l'ouverture du Cours Oxygène augmente de près de 11 000 m2 la surface de vente du centre commercial.
Cette extension, ouverte sur le boulevard Vivier-Merle, au pied de la tour Oxygène, est connectée au centre grâce à des liaisons à tous les niveaux. Un nouveau jeu de couleurs pour chacun des niveaux a été créé permettant un meilleur repérage dans l’ensemble du centre commercial.
À son ouverture, le Cours Oxygène est composé de 25 nouvelles enseignes dont trois se présentant sur deux niveaux.
À la suite de l'ouverture du Cours Oxygène, c'est le centre commercial entier qui est rénové. Des magasins se modernisent, les écrans géants à l'intérieur du centre sont retirés, les revêtements en apparence de bois sont repeints en blanc, et la signalétique est revue à la suite de l'ajout d'une couleur par niveau pour simplifier l'identification.
Les grandes zones du centre sont remises en valeur par l'attribution d'un nom à chacune d'elles, mais aussi par l'installation de décorations thématiques qui seront retirées quelques années plus tard avant la rénovation débutant en 2017 :
- Place de l'Arc-en-Ciel, près de la Porte Vivier-Merle, où de grandes barres multicolores trônent sous la verrière.
- Place de l'Aurore Boréale, près de la Porte Deruelle devant les Galeries Lafayette, où des étoiles ont été installées sous la verrière, ainsi qu'un piano jouant des morceaux tout seul.
- Place de l'Air, près de la Porte des Cuirassiers et de la bibliothèque, où des pétales représentant les nuages avaient été installés sous la verrière.
- Le Cours Oxygène est nommé Place de l'Arbre, en référence à la verdure disposée au centre de la zone.
- Place de l'Eau, en plein centre du centre commercial. C'est sur cette place que se situe le jet d'eau monumental qui propose à partir de cette rénovation des spectacles d'eau et de lumière.

L'ensemble de ces nouveautés est nommé l'expérience « Shopping sensation » et inauguré le 27 octobre 2011, de grands événements sont organisés ce jour-là, comme notamment des spectacles sur la Place de l'Eau.

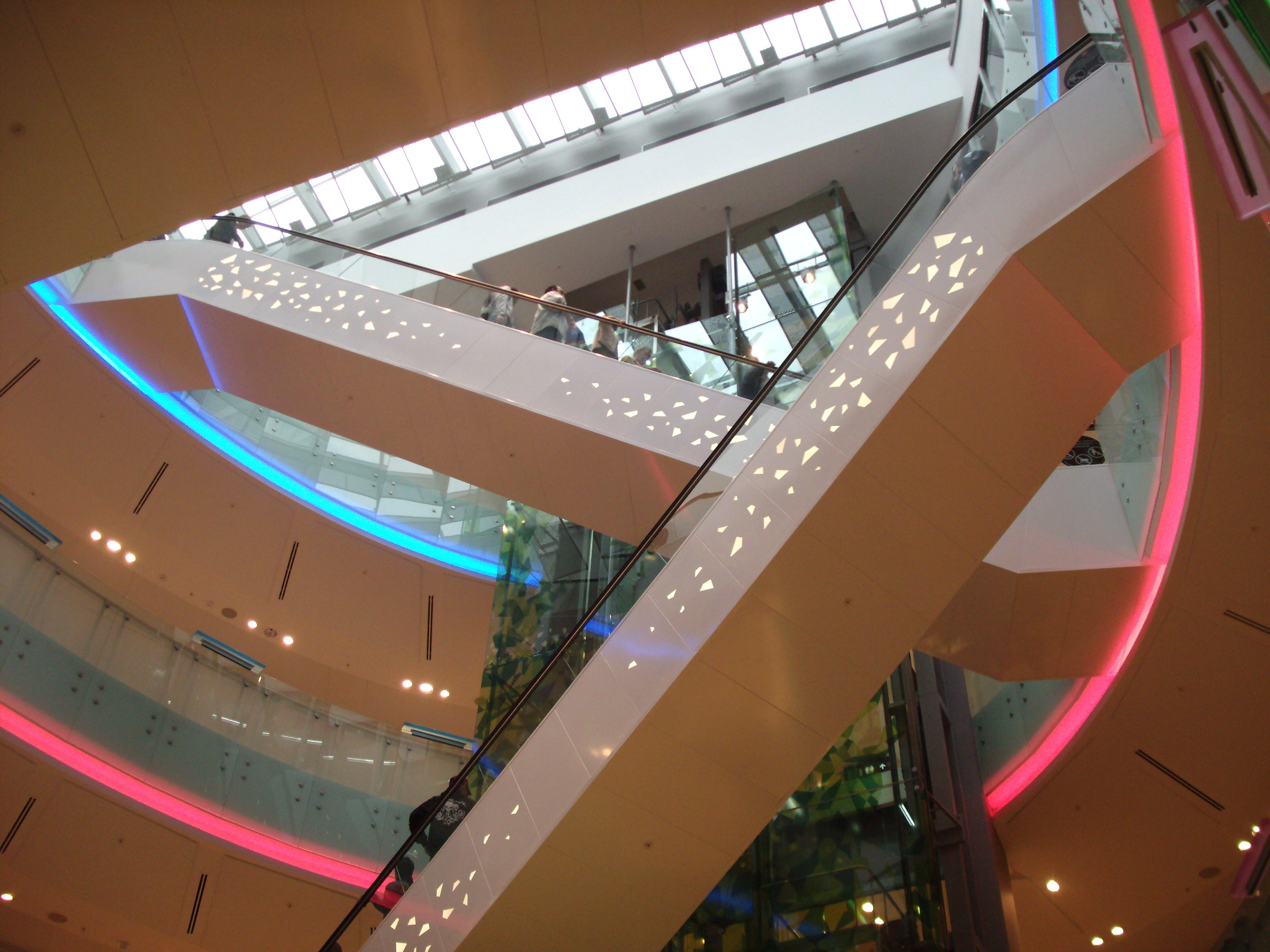
Le Cours Oxygène
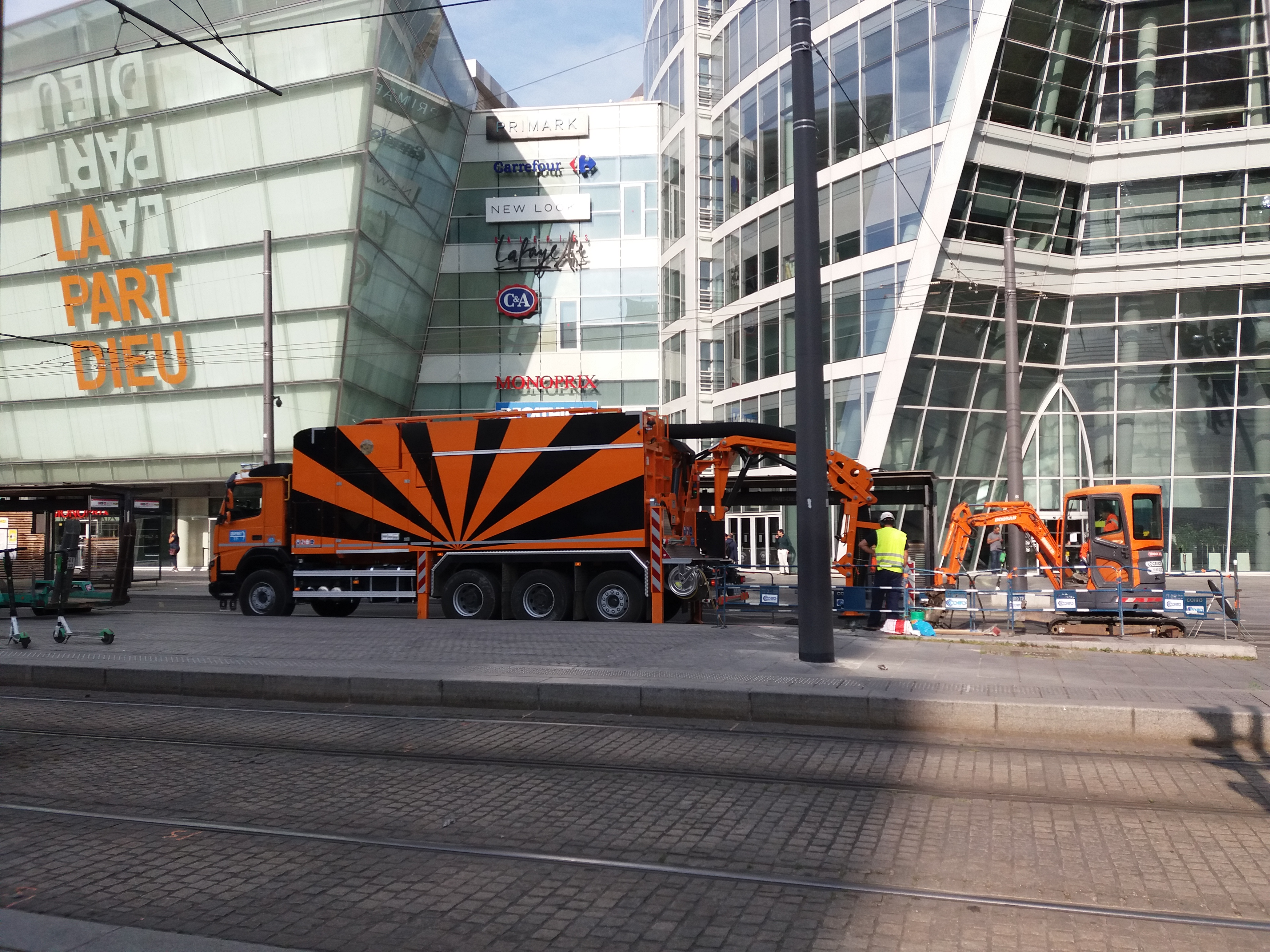
L'entrée du Cours Oxygène sur le boulevard Vivier-Merle, au pied de la Tour Oxygène
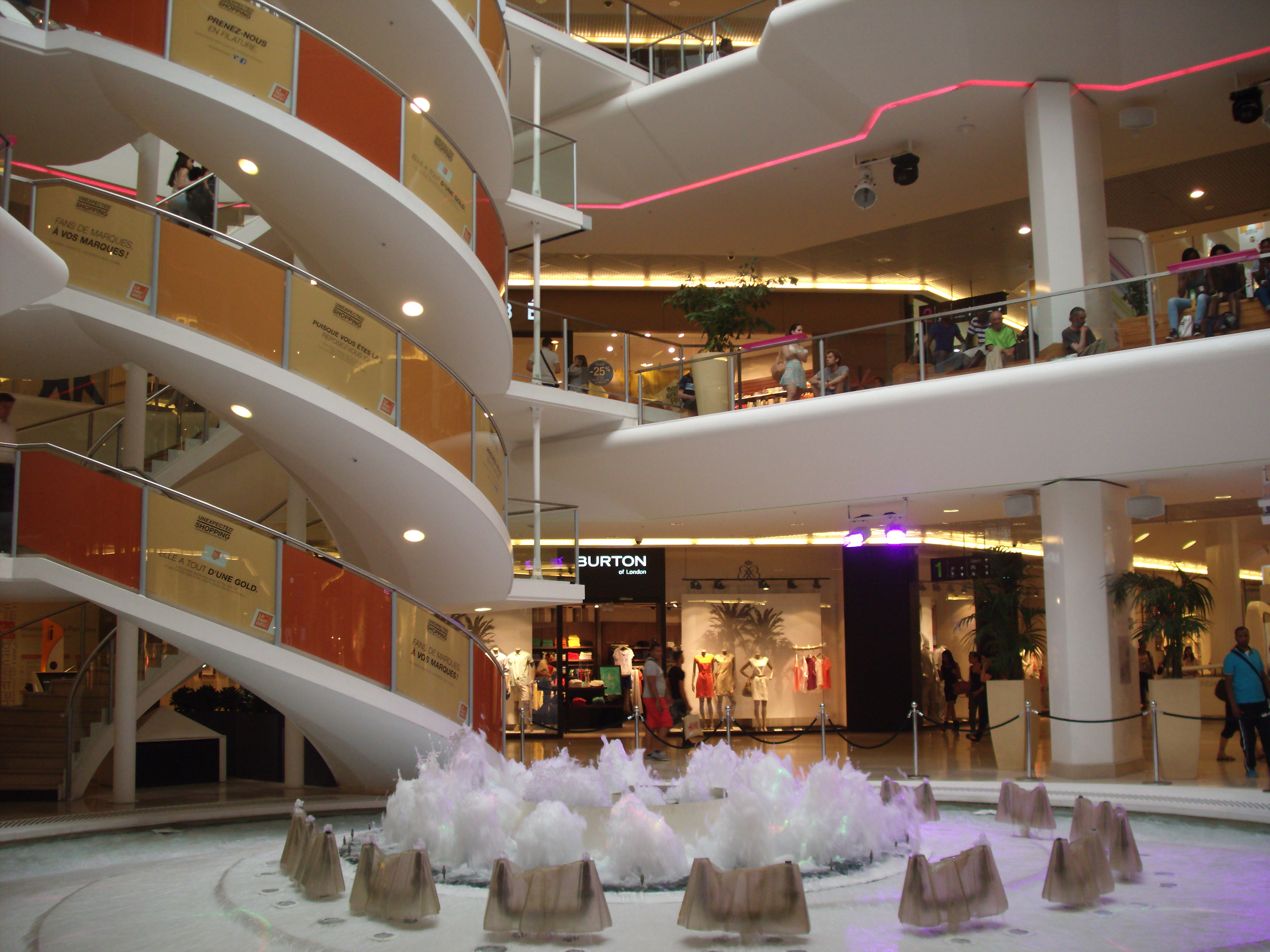
La Place de l'Eau avec son jet d'eau en 2014
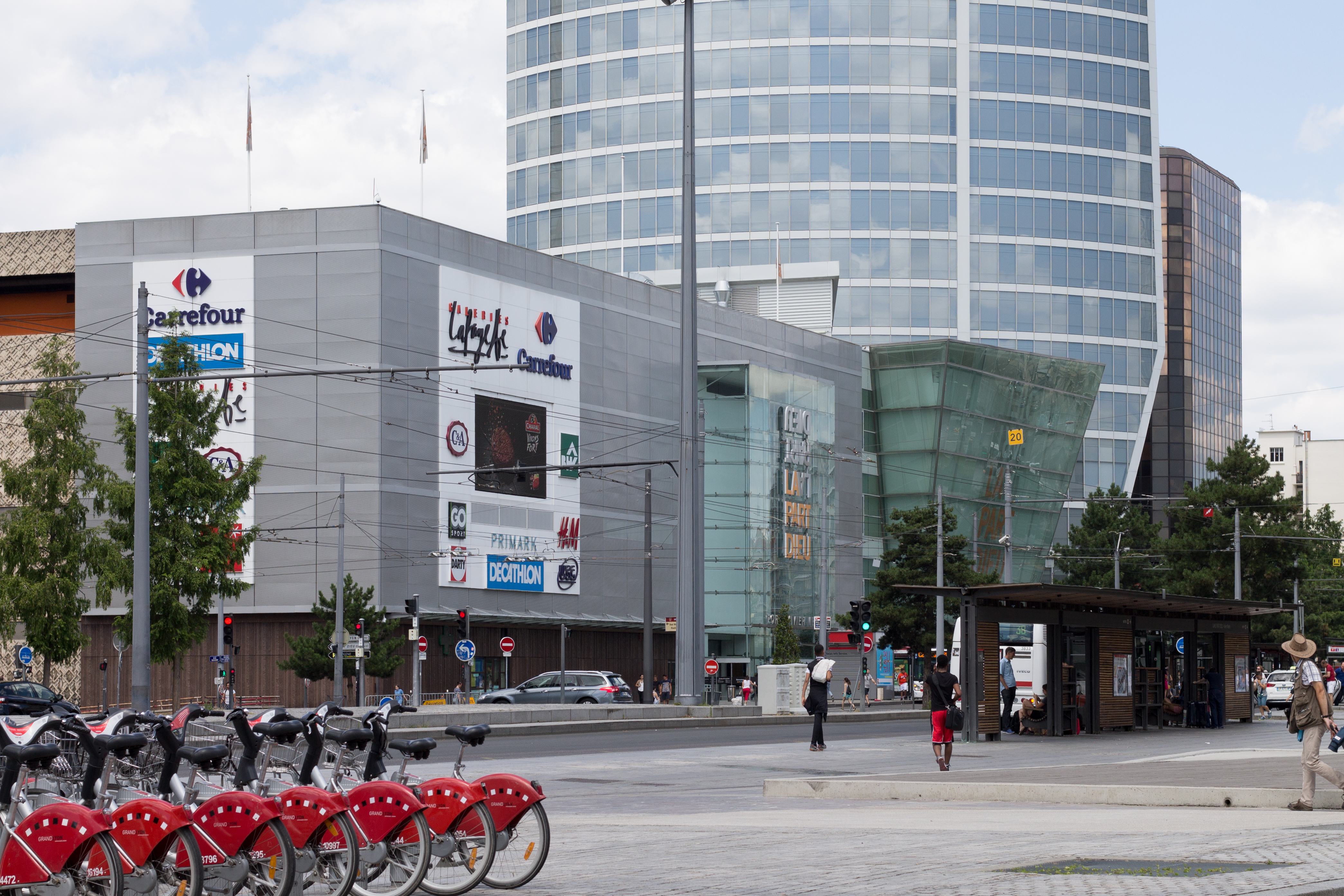
Façade du centre commercial sur le boulevard Vivier-Merle en 2017

#### 2014-2015: Rénovation du niveau -1
Durant toute l'année 2014, le niveau -1 du centre commercial a été rénové. En effet, ce niveau est très fréquenté en raison de l'accès au métro qui y est situé. L'ambiance et la luminosité ont été revus, et de nouvelles enseignes ont pris place.
La rénovation du niveau -1 a été inaugurée le 3 mars 2015, le chantier a coûté 6 millions d'euros,.
Par ailleurs, afin de mettre en valeur ce niveau de petite taille et donner plus de lisibilité, c'est à cette occasion que la numérotation des niveaux a été revue dans tout le centre commercial. Le niveau du sous-sol, initialement numéroté 0, devient le niveau -1. Le niveau du rez-de-chaussée, initialement numéroté 1, devient niveau 0. Et ainsi de suite jusqu'au dernier niveau passant de 4 à 3.

#### 2017-2021: Réaménagement et nouvelle extension

##### Projet
De 2017 à 2021, le centre commercial connaît d'importants travaux de rénovation dans le but d'agrandir et d'ouvrir celui-ci sur le reste du quartier de La Part-Dieu, avec notamment la construction d'une nouvelle extension ouest. Cette opération d'urbanisme permet au complexe de gagner près de 32 000 m2 supplémentaires et 80 nouvelles boutiques, pour ainsi passer à une superficie à 161 000 m2 de GLA (Gross leasing area / surface commerciale utile), ce qui en fera le deuxième plus grand centre commercial de centre-ville d'Europe, devant le Arndale Centre de Manchester et derrière le Westfield Stratford City de Londres,. Celle-ci comprend également la relocalisation du cinéma UGC au sommet de l'extension ouest (18 salles), l'aménagement de nouvelles terrasses et la création de nouveaux accès rue Servient.
Le nouveau toit-terrasse de 49 000 m2, conçu par l'agence MVRDV, doit relier le niveau 2 du centre commercial à la tour Part-Dieu, ainsi qu'à la rue Servient via deux escaliers monumentaux. Son accès sera interdit entre 1 h et 5 h du matin. Une promenade végétalisée, conçue par l'agence Base, reliera les deux escaliers. Quatre-vingt arbres seront plantés, dont les plus hauts pourront atteindre douze mètres.

##### Travaux
Le 27 décembre 2017, la Porte des Terrasses est fermée au public afin de procéder à la destruction complète de la terrasse, ses 4 restaurants, et du parking de 3000 places à l'ouest du bâtiment. Les visiteurs sont d'abord invités à entrer dans le centre commercial par la Porte Britannia accessible par la dalle piétonne, ou bien par la Porte des Cuirassiers.
Le 14 mai 2018, un nouvel accès nommé Passage Servient est ouvert, il s'agit d'une ancienne sortie de secours et couloir de service réaménagé afin d'accueillir du public. Il relie le niveau 0 du centre commercial à la rue Servient et la station Part-Dieu - Auditorium (anciennement Part-Dieu - Servient) de la ligne T1. Cet accès provisoire préfigure le projet de la future allée ouverte en mai 2023 suivant l'axe de la rue Servient traversant de part et d'autre le centre commercial, avec notamment d'un côté la Tour Part-Dieu et le centre-ville, et de l'autre le boulevard Vivier-Merle et la gare SNCF.

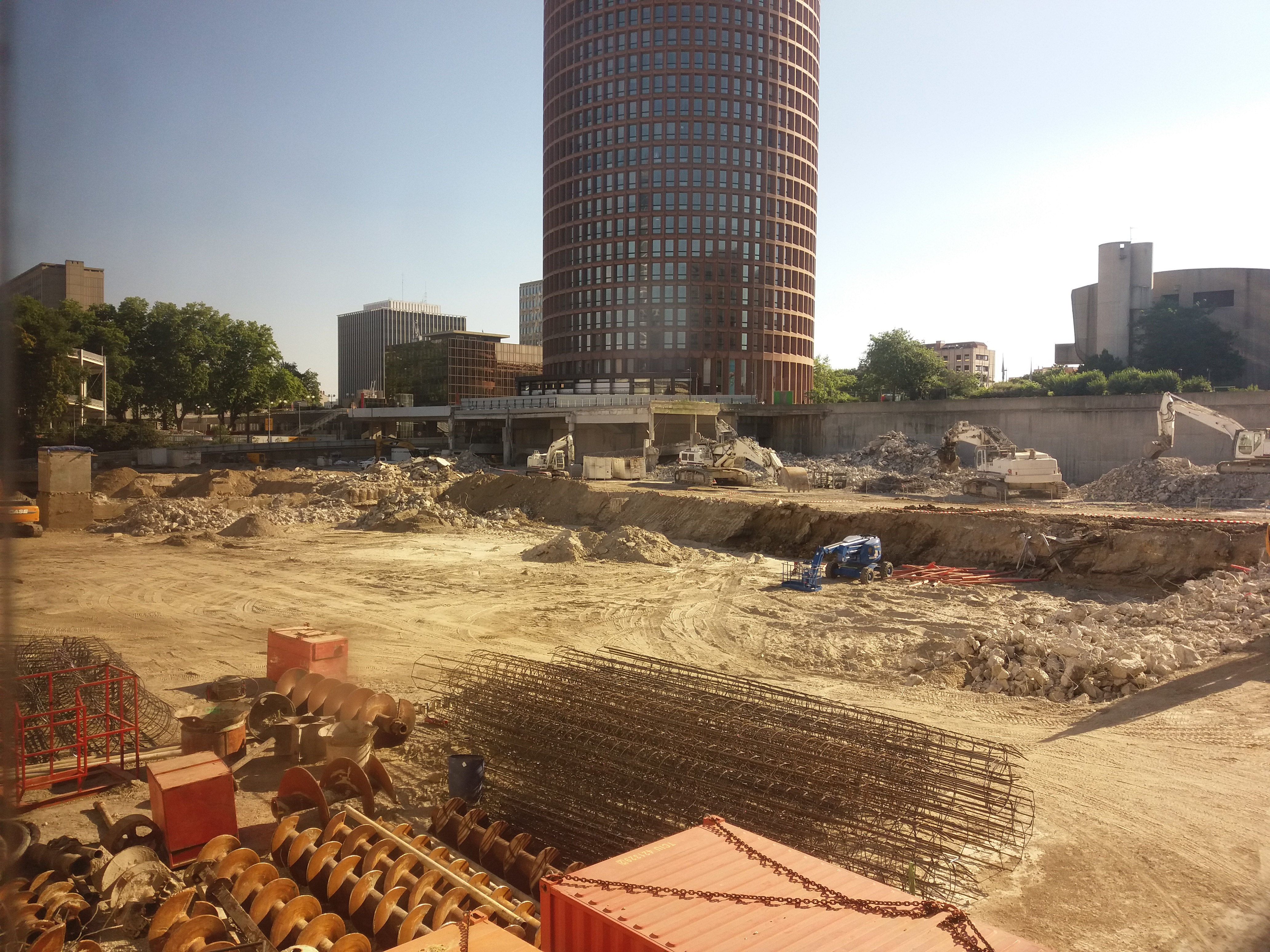
Juin 2018 : Destruction du parking pour laisser place à La Lanterne, l'extension ouest
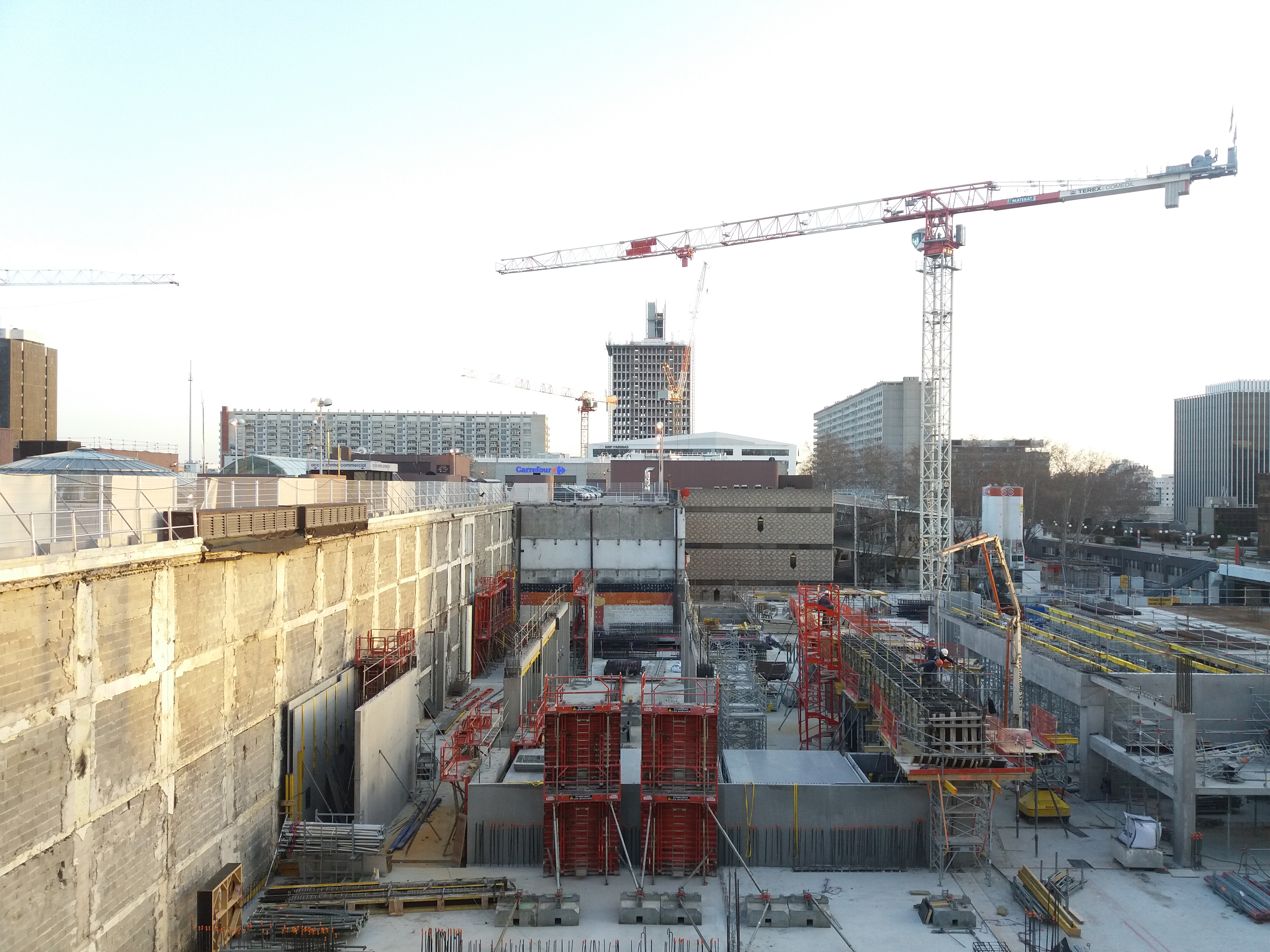
Février 2019 : Chantier de La Lanterne
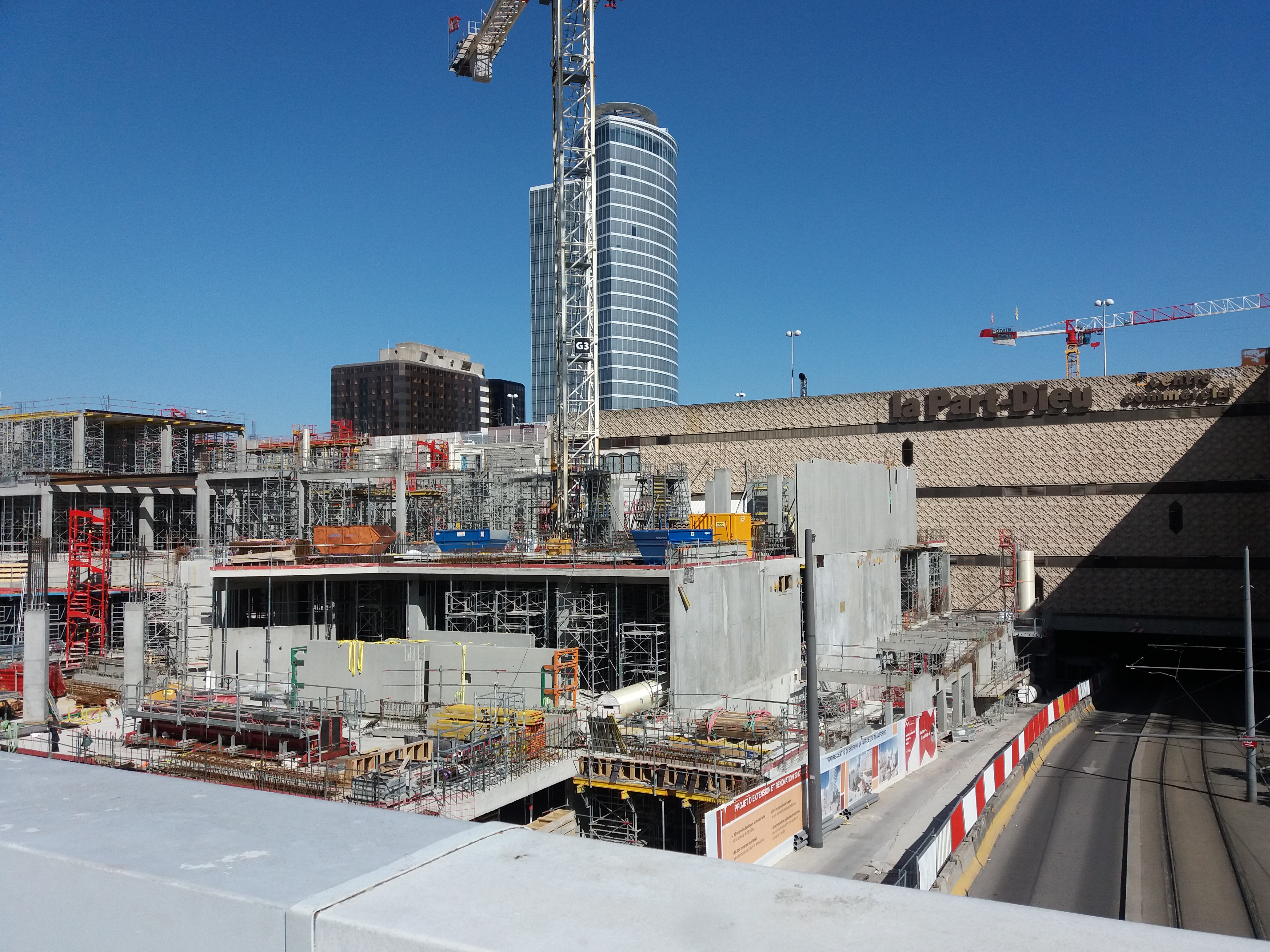
Mars 2019 : Chantier de La Lanterne
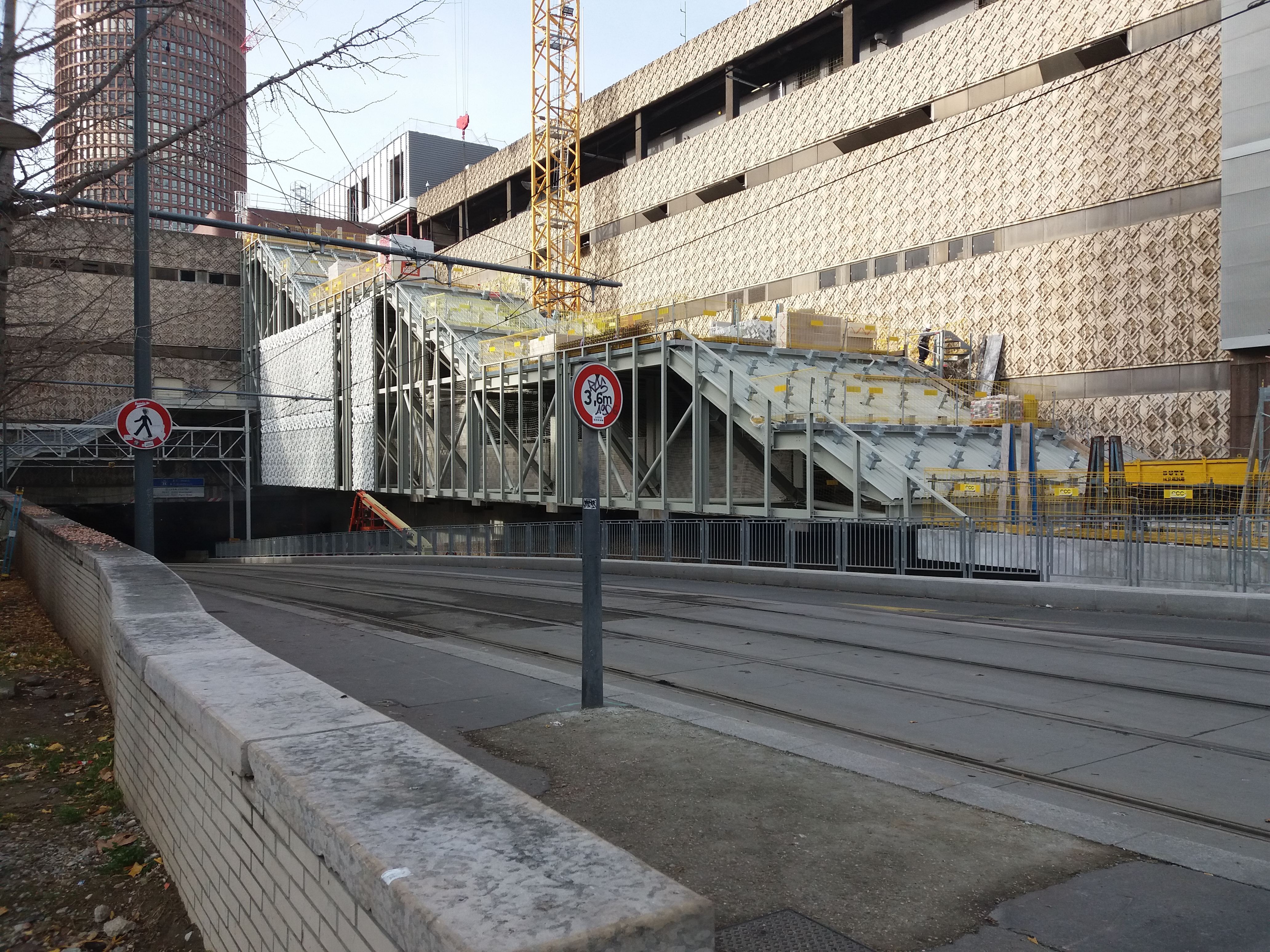
Décembre 2019 : Construction de l'escalier monumental sur le boulevard Vivier-Merle
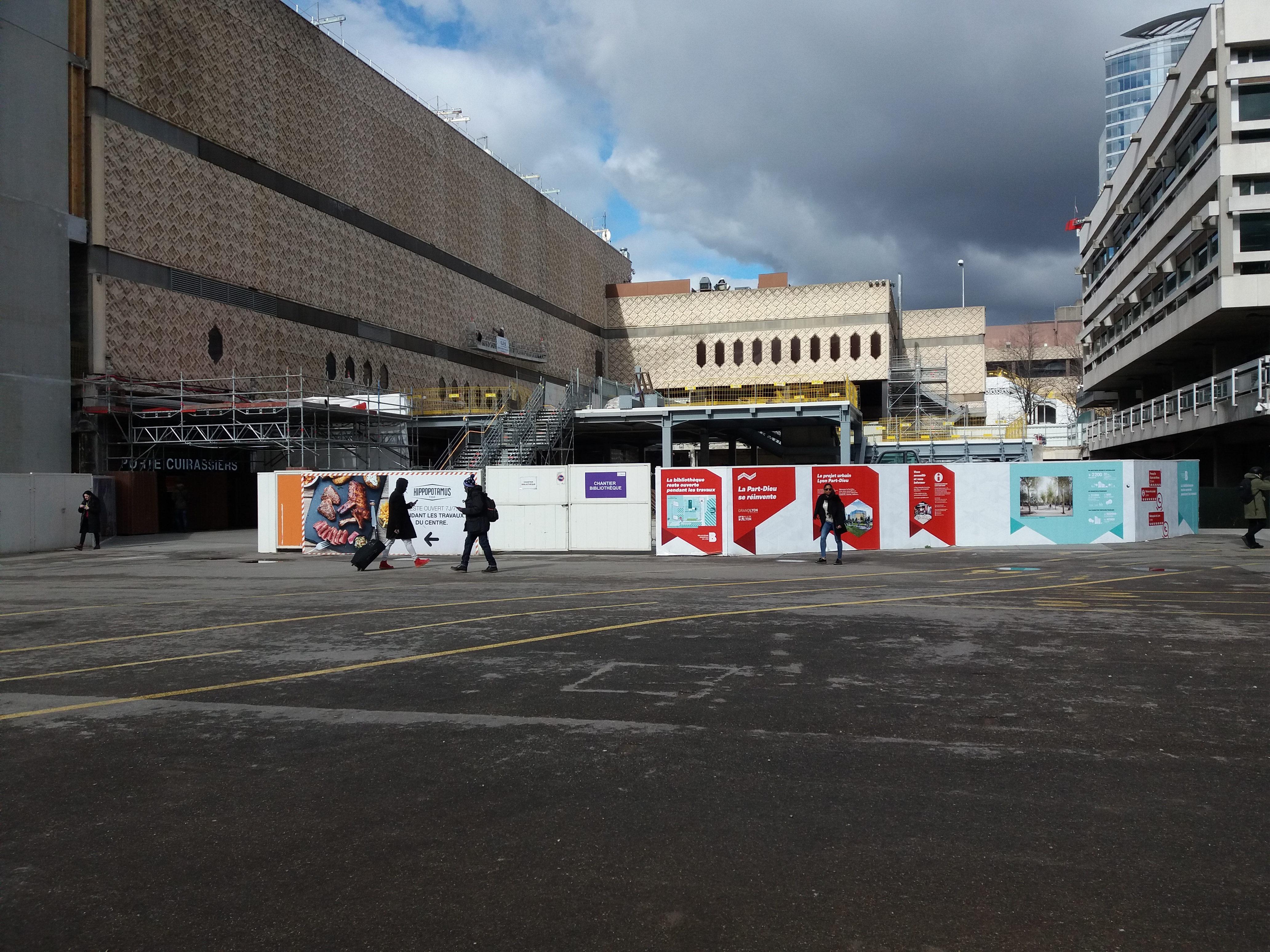
Février 2020 : Chantier sur la rue du Docteur-Bouchut devant la bibliothèque de la Part-Dieu
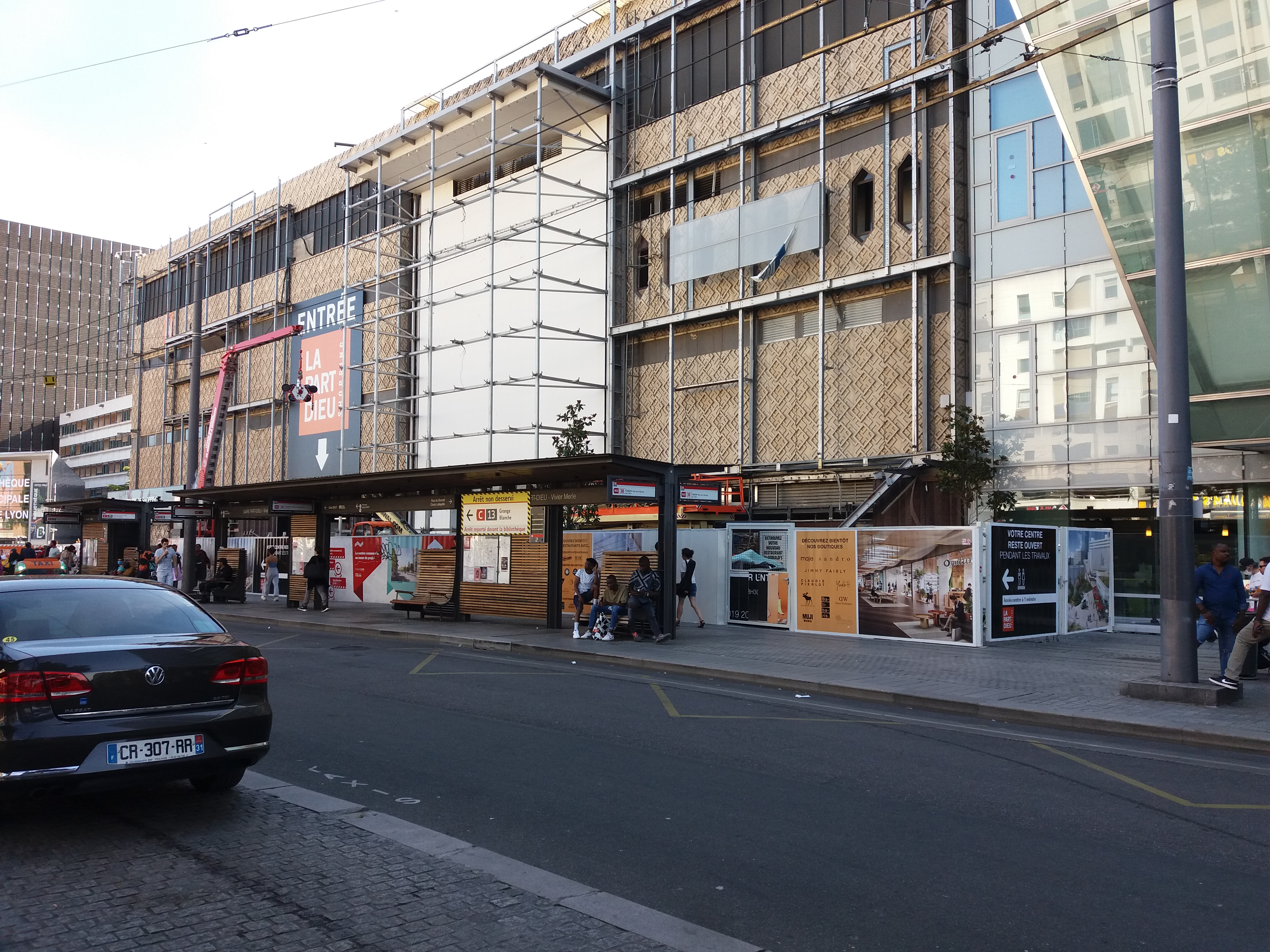
Juillet 2020 : Rénovation de la façade du centre commercial sur le boulevard Vivier-Merle
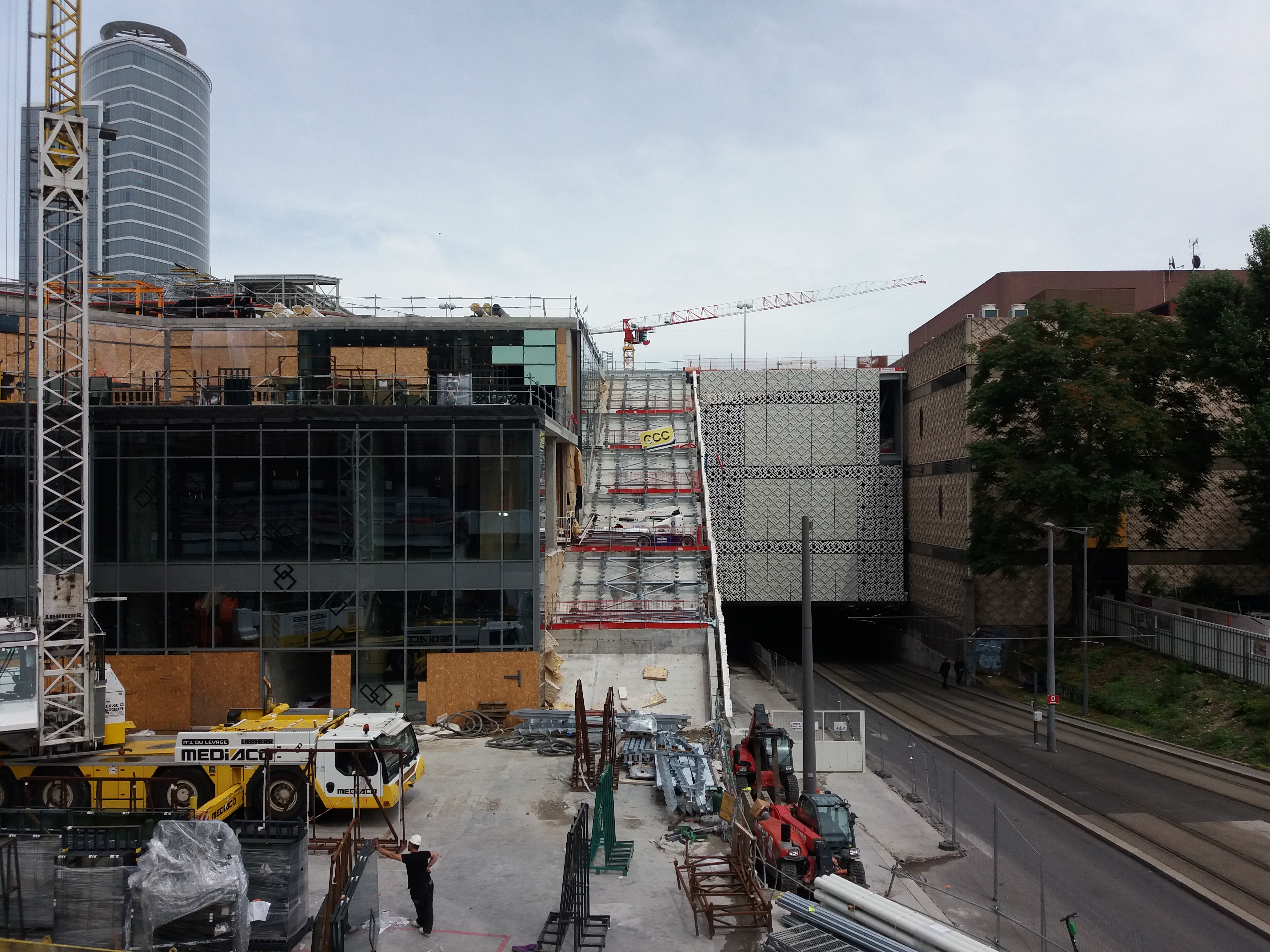
Juin 2020 : Construction de l'escalier monumental sur la rue Servient

##### Ouverture progressive des extensions
Alors que l'ensemble des travaux ne sont pas encore terminés, la nouvelle extension ouest du centre commercial ouvre progressivement à partir du 28 novembre 2020, date à laquelle les niveaux 0 et 1 de la nouvelle aile ouest sont ouverts. Ces deux premiers niveaux comprennent 40 nouvelles boutiques dont 30 ouvrant ce même jour et 10 autres devant ouvrir au cours des mois suivants. Au bout de cette extension, et au pied de la Tour Part-Dieu, est située une nouvelle entrée monumentale vitrée nommée La Lanterne en raison de sa forme cubique et de sa luminosité, c'est un symbole de l'extension. Au bas de La Lanterne, un nouvel accès piéton nommé Porte de la Lanterne est ouvert aux niveaux 0 et 1, accessible depuis le trottoir nord de la rue Servient pour le niveau 0 et depuis la dalle piétonne pour le niveau 1.
Au niveau 3, le toit-terrasse réaménagé ouvre au public le 3 juin 2021 avant d'être inauguré le 9 juin. Le nombre de places de parking a été réduit pour créer une nouvelle galerie couverte de restaurants nommée Les Tables. À l'extérieur, en marge de ces galeries, des allées piétonnes végétalisées sont aménagées pour rallier le Cours Oxygène, les magasins Carrefour et Decathlon ainsi que 3 nouveaux grands escaliers monumentaux allant du rez-de-chaussée au toit du centre commercial depuis le boulevard Vivier-Merle, la rue du Docteur-Bouchut et la rue Servient.
Toujours au niveau 3, près de la Tour Part-Dieu, le nouveau cinéma UGC Ciné Cité Part-Dieu ouvre ses portes le 18 septembre 2021, il comporte 18 salles au lieu de 15 auparavant.
Dès lors, le centre commercial compte un total de 305 commerces.

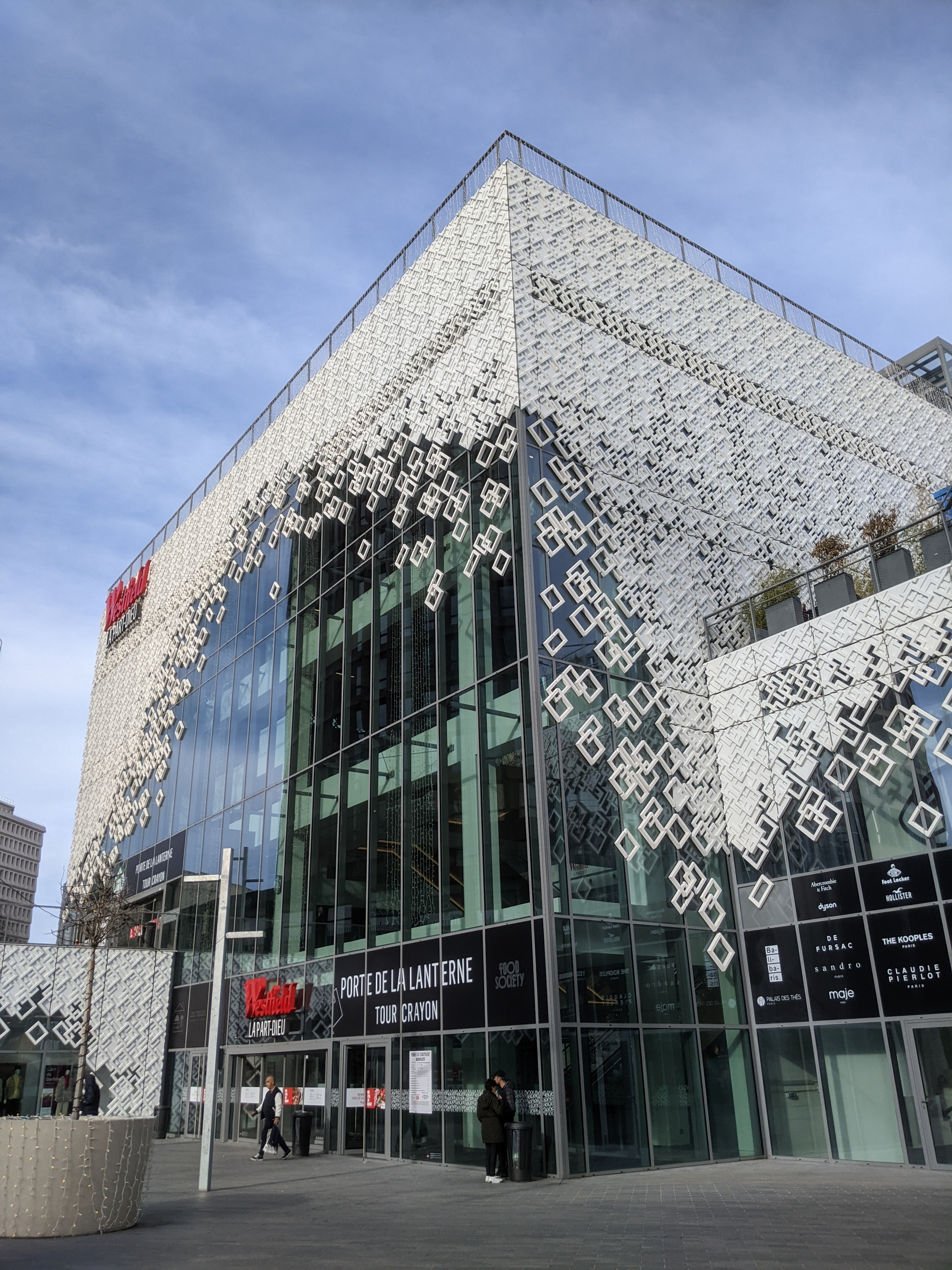
La Lanterne, sur la rue Servient
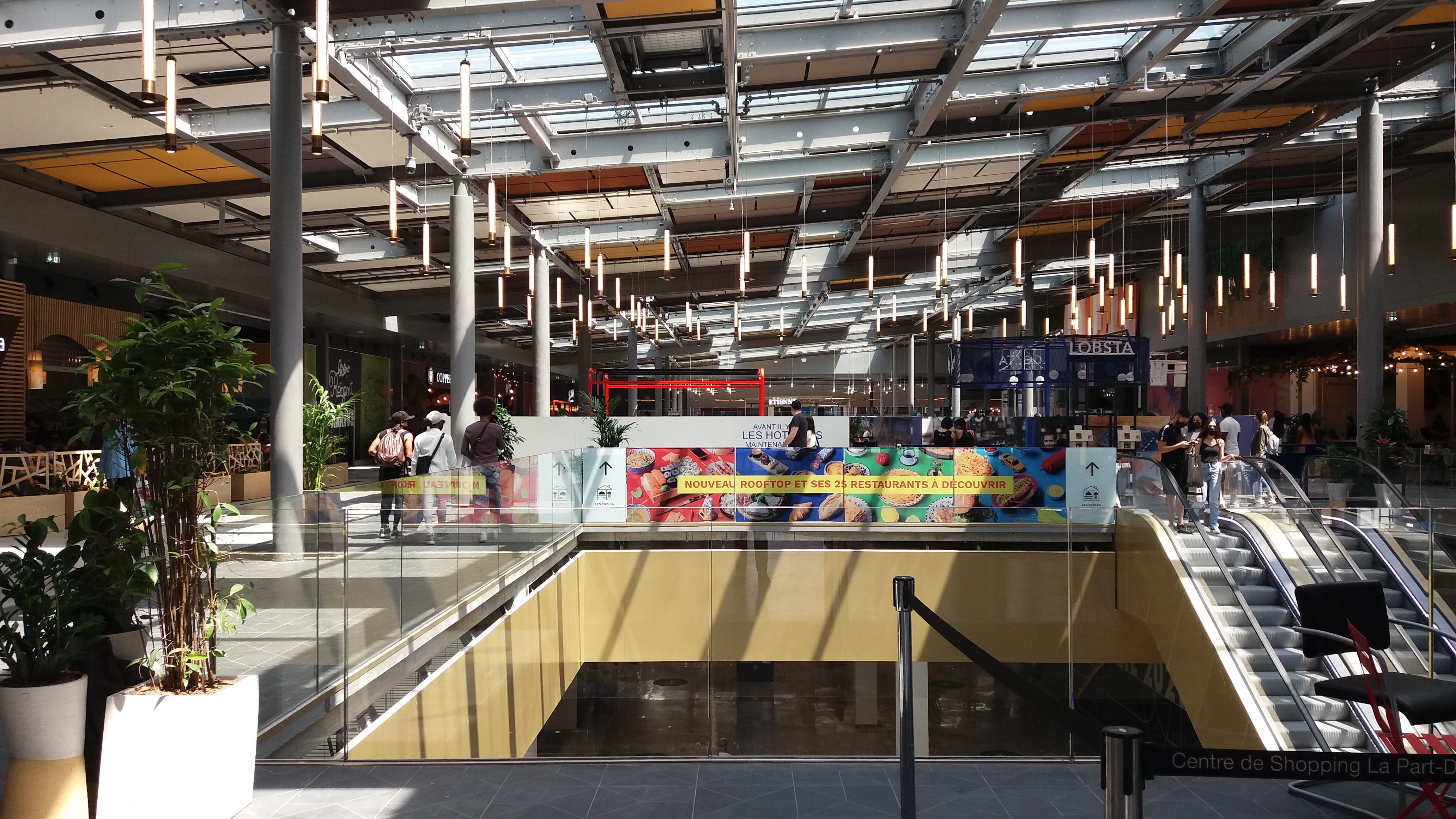
Les Tables au niveau 3 du centre commercial
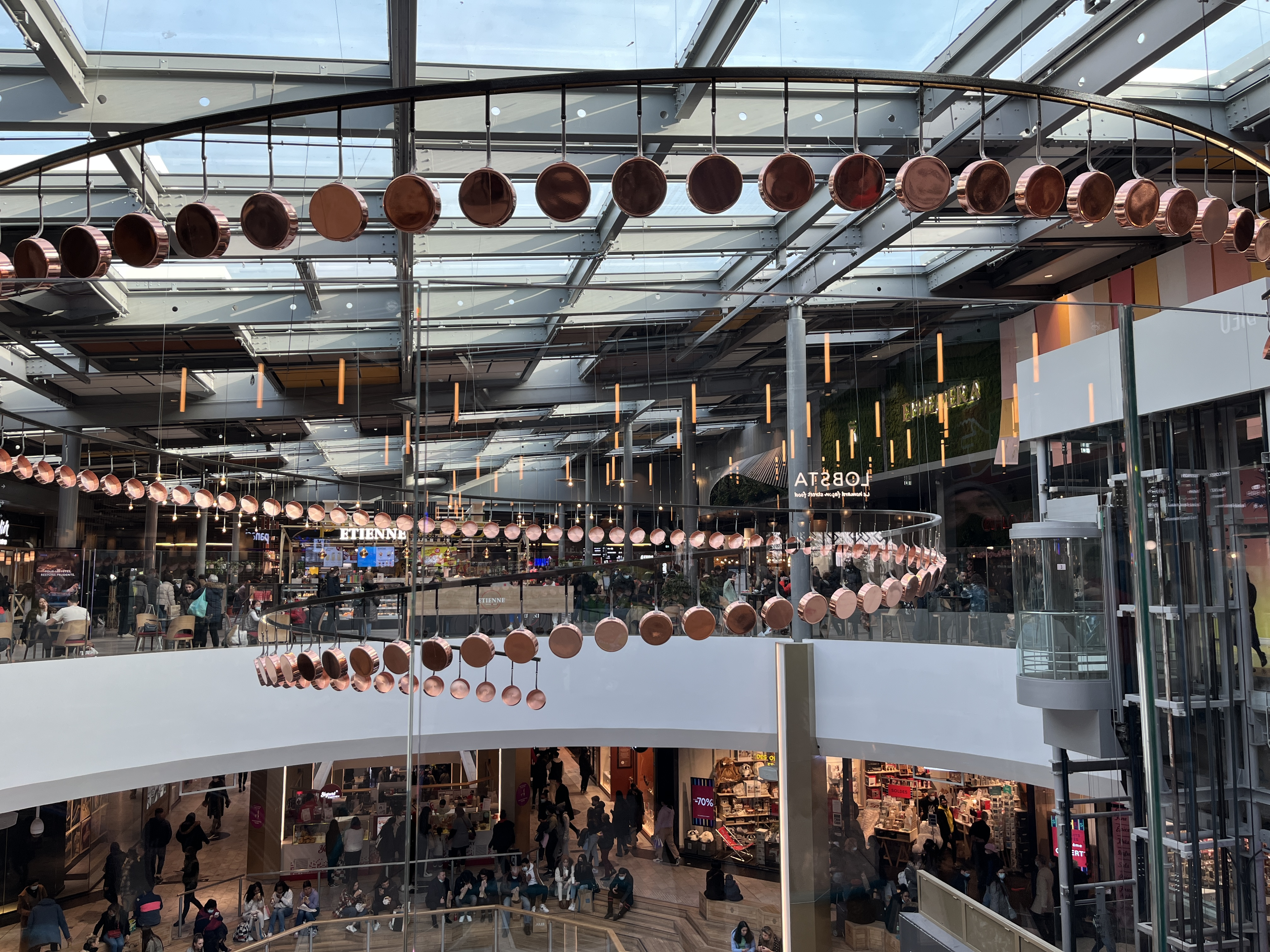
Des casseroles disposées au-dessus de la Place Centrale du centre commercial

##### Ouverture de la Porte Garibaldi et de la Porte Gare Part-Dieu
Le 23 mai 2023, la Porte Garibladi et la Porte Gare Part-Dieu sont inaugurées au niveau 0 aux deux extrémités d'une nouvelle allée transversale construite dans l'axe de la rue Servient. Cette nouvelle allée a pour objectif de faciliter la traversée du centre commercial entre la gare ferroviaire de Lyon Part-Dieu et le centre de Lyon. Du fait de cet objectif, les deux nouvelles portes ouvrent chaque jour dès 5 heures du matin.

## Accès

### Transports en commun

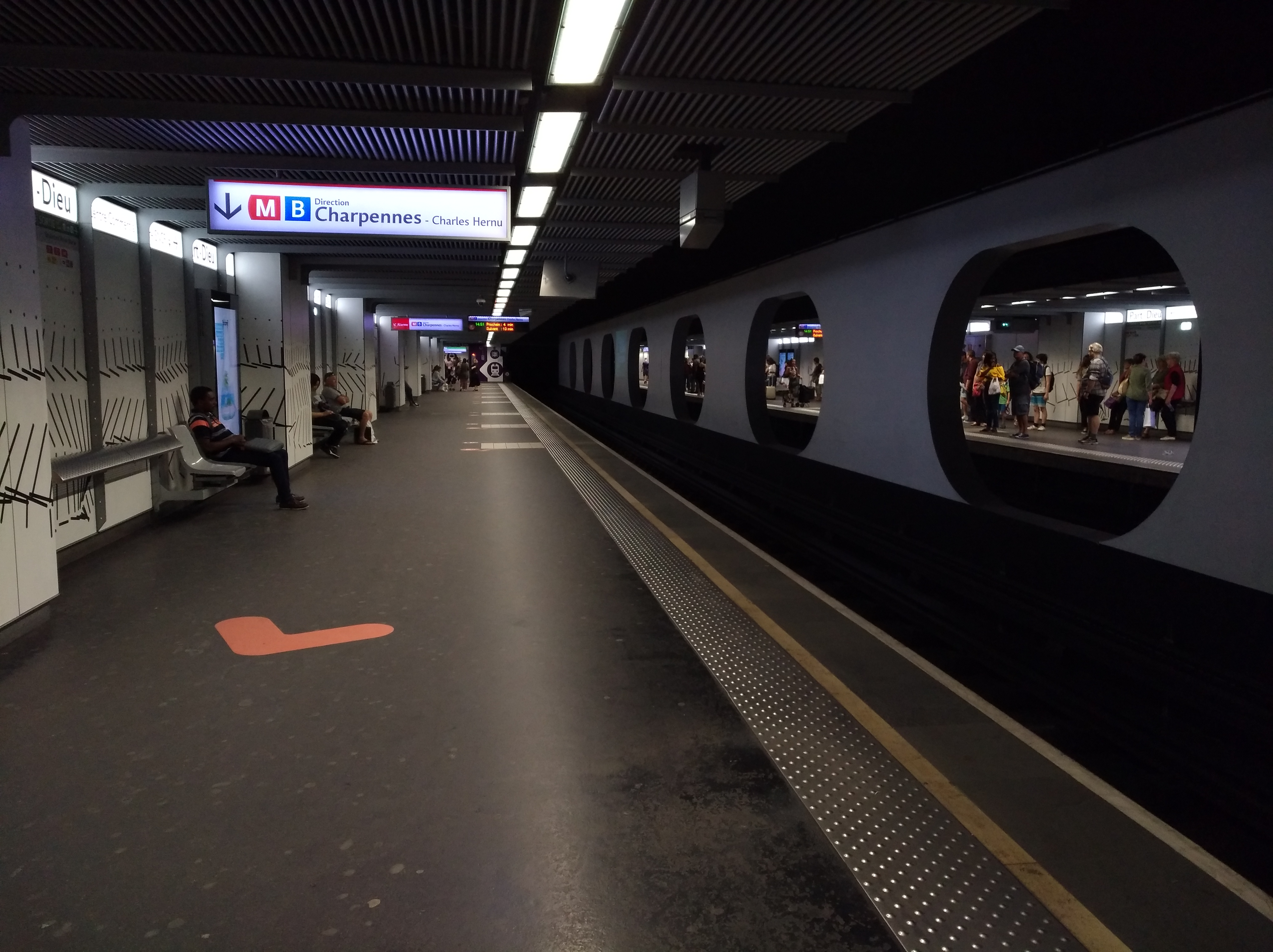
La station de métro sous le centre commercial

Le centre commercial Westfield La Part-Dieu est desservi par plusieurs lignes du réseau TCL ainsi que par la gare SNCF de Lyon Part-Dieu.

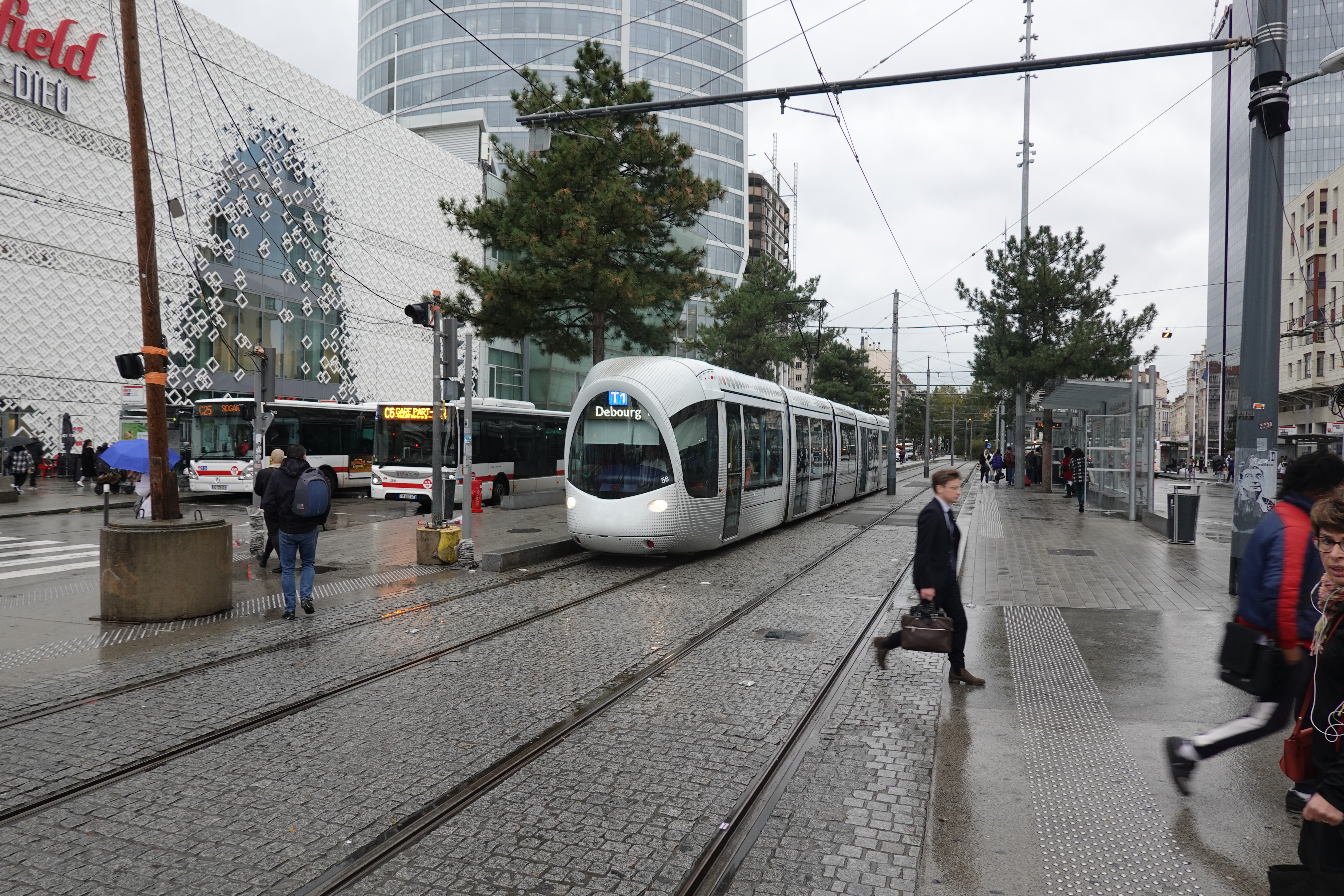
La station Gare Part-Dieu - Vivier Merle devant le centre commercial sur le boulevard Vivier-Merle

Selon les accès, le centre commercial est accessible depuis différentes stations du réseau TCL :
- Gare Part-Dieu - Vivier Merle
  - Station accessible par la Porte Gare Part-Dieu, la Porte Vivier Merle ou la Porte Oxygène.
  -   (également accessible par le niveau -1 du centre commercial)

- Part-Dieu - Jules Favre 
  - Station accessible par la Porte Deruelle, la Porte Oxygène ou la Porte Vivier Merle.

- Part-Dieu - Auditorium
  - Station accessible par la Porte de la Lanterne ou la Porte Garibaldi.

- Gare Part-Dieu - Villette 
  - Station accessible en traversant la gare SNCF depuis la Porte Gare Part-Dieu, la Porte Vivier Merle ou la Porte Oxygène.